# Sarcophaga lunigera
Sarcophaga lunigera är en tvåvingeart som beskrevs av Bottcher 1914. Sarcophaga lunigera ingår i släktet Sarcophaga och familjen köttflugor.
Artens utbredningsområde är Österrike. Inga underarter finns listade i Catalogue of Life.